# Ostružiník moruška
Ostružiník moruška (Rubus chamaemorus) je malá vytrvalá listnatá opadavá bylina patřící do skupiny ostružiníků, která má jedlé žlutooranžové až načervenalé plody. Dorůstá pouze nízké výšky pohybující se mezi 5 až 25 centimetrů a oproti známějším zástupcům skupiny ostružníků nemá trny. V severských podmínkách se jedná o významný zdroj vitaminu C, pročež je moruška hojně sbírána a používána pro výrobu celé řady pokrmů a nápojů. Moruška je též konzumována zvířaty, například ptactvem.
Bylina reprezentuje charakteristický severský druh, který roste v subarktických oblastech severní polokoule v oblastech rašelinišť, lesích a nebo v tundrových porostech. Lokality, které obývá, musí být vlhké s kyselou půdou. V současnosti roste jako postglaciální relikt i na území České republiky na několika stanovištích v Krkonoších; jedná se o jeden z nejjižnějších výskytů v Evropě vůbec. V České republice se tak řadí mezi kriticky ohrožené druhy v Červeném seznamu, nicméně tento stupeň ohrožení neplatí v severnějších státech.

## Pojmenování
Ostružiník moruška má v češtině celou řadu pojmenování i přes to, že se nejedná o široce rozšířený druh. V literatuře se tak objevují následující jména: maliník nízký (Presl, 1819), malinník moroška (Presl, 1846), ostružinník nízký (Čelakovský, 1879), či moruška krkonošská (Slavík 1995). Druhové jméno moruška odkazuje na jistou podobnost plodu s moruší, plodem morušovníku.

## Popis
Bylina dorůstá výšky pouze 5 až 25 centimetrů.

### Květenství
Bylina je zakončena jediným květem bílé barvy, který po odkvetení se mění na žlutooranžový až načervenalý plod. Moruška je dvoudomý druh a květy jsou tudíž jednopohlavné, kdy ze samičích květů se později vyvíjí souplodí tvořené malým počtem velkých peckoviček. Ze začátku je souplodí zelené, následně červená a po dozrání má charakteristickou žlutooranžovou barvu.

## Rozšíření

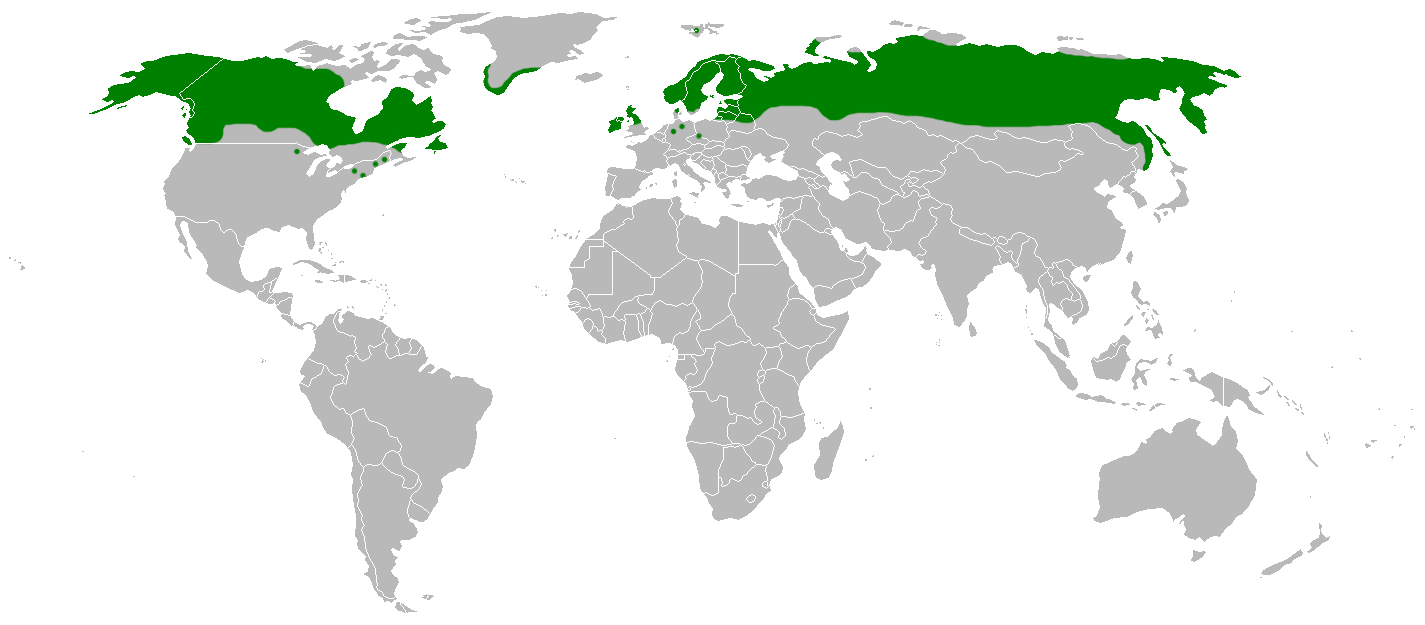
Mapka ukazující rozšíření ostružníku moruška ve světě

Ostružiník moruška obývá celou subarktickou oblast na severní polokouli, kde se vyskytuje převážně v oblastech s vysokou vlhkostí půdy a kyselým podložím o pH v rozmezí 3,5 až 5. Často se nachází v oblastech rašelinišť, světlejších lesů a tundrových keříkových porostů. Na území Evropy se s moruškou můžeme setkat v celé Skandinávii, v severní částí Pobaltí a evropského Ruska. Jako glaciální relikt zasahuje i do jižnějších částí Evropy. Vzácně se vyskytuje také v údolí řeky Vezera a Labe v Německu, kde se řadí mezi chráněné rostliny.V Asii je hojně rozšířena v prostoru celé Sibiře až po Tichý oceán a dále pak v oblastech severní Ameriky na většině území Kanady, Aljašky, v oblasti severní Minnesoty, New Hampshire, Maine a malá populace se vyskytuje taktéž v oblasti Long Islandu v New Yorku.

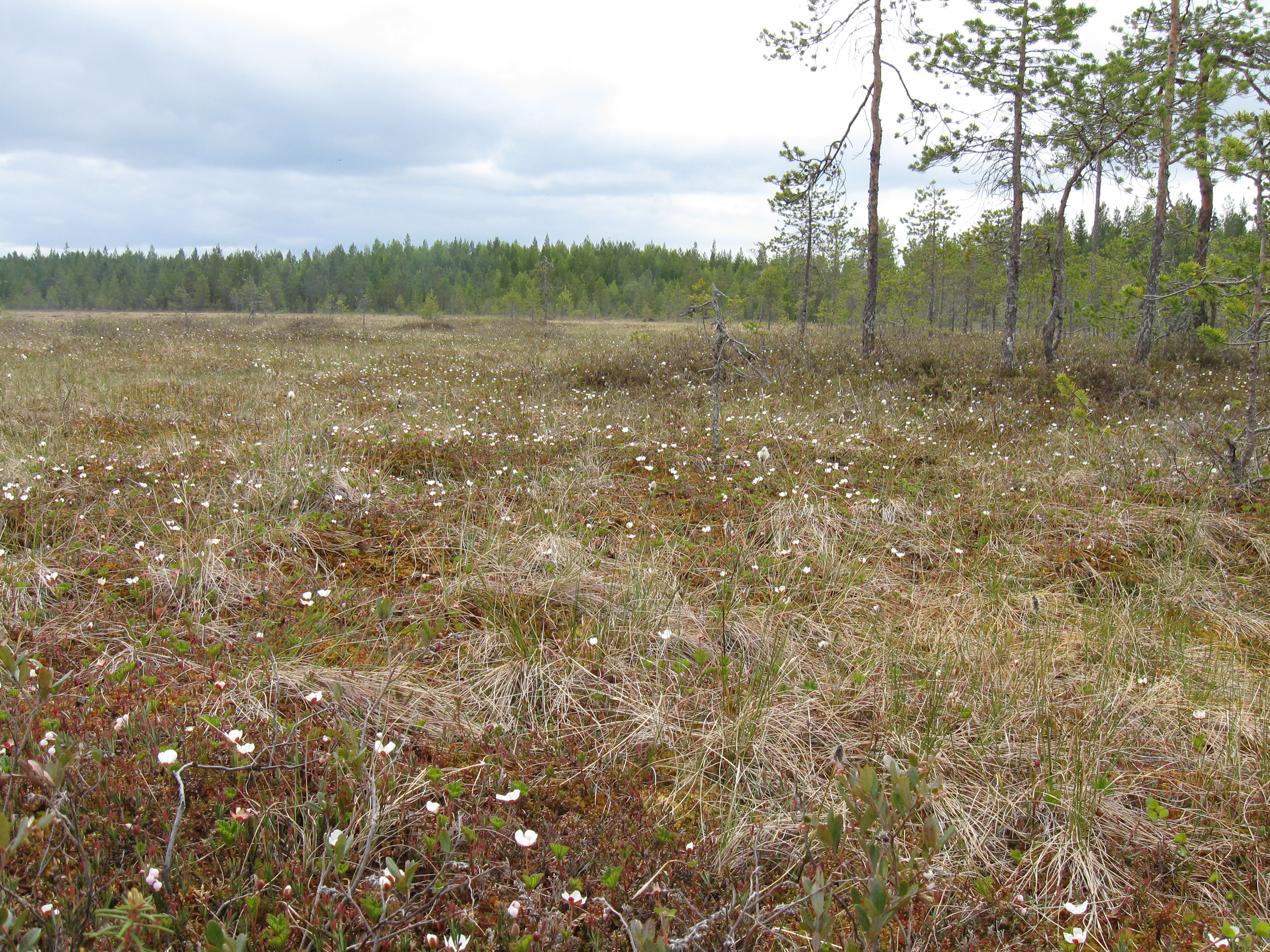
Typické stanoviště kvetoucího ostružiníku morušky

Moruška je schopna odolávat teplotám klesajícím pod −40 °C, ale je velice citlivá na přítomnost soli a sucha.

### V České republice
Na území České republiky se ostružiník moruška vyskytuje jako glaciální relikt, tedy chladnomilný druh, který zde býval v době rozsáhlejšího zalednění hojnější, ale který se po ústupu zalednění a zvýšení teplot začal vytrácet. K roku 2011 se na území státu vyskytuje na několika hřebenových lokalitách v Krkonoších, kde roste na rašeliništích a zrašelinělých kosodřevinách. Svým výskytem se tyto lokality řadí mezi jedny z nejjižnějších míst, kde moruška roste. Nachází se až 600 km daleko od oblastí souvislejšího výskytu v severnějších oblastech. V České republice je zařazena mezi kriticky ohrožené druhy v rámci Červeného seznamu a zákonem chráněna jako silně ohrožený druh. Nejhojnější výskyt je zaznamenán na Pančavské louce.

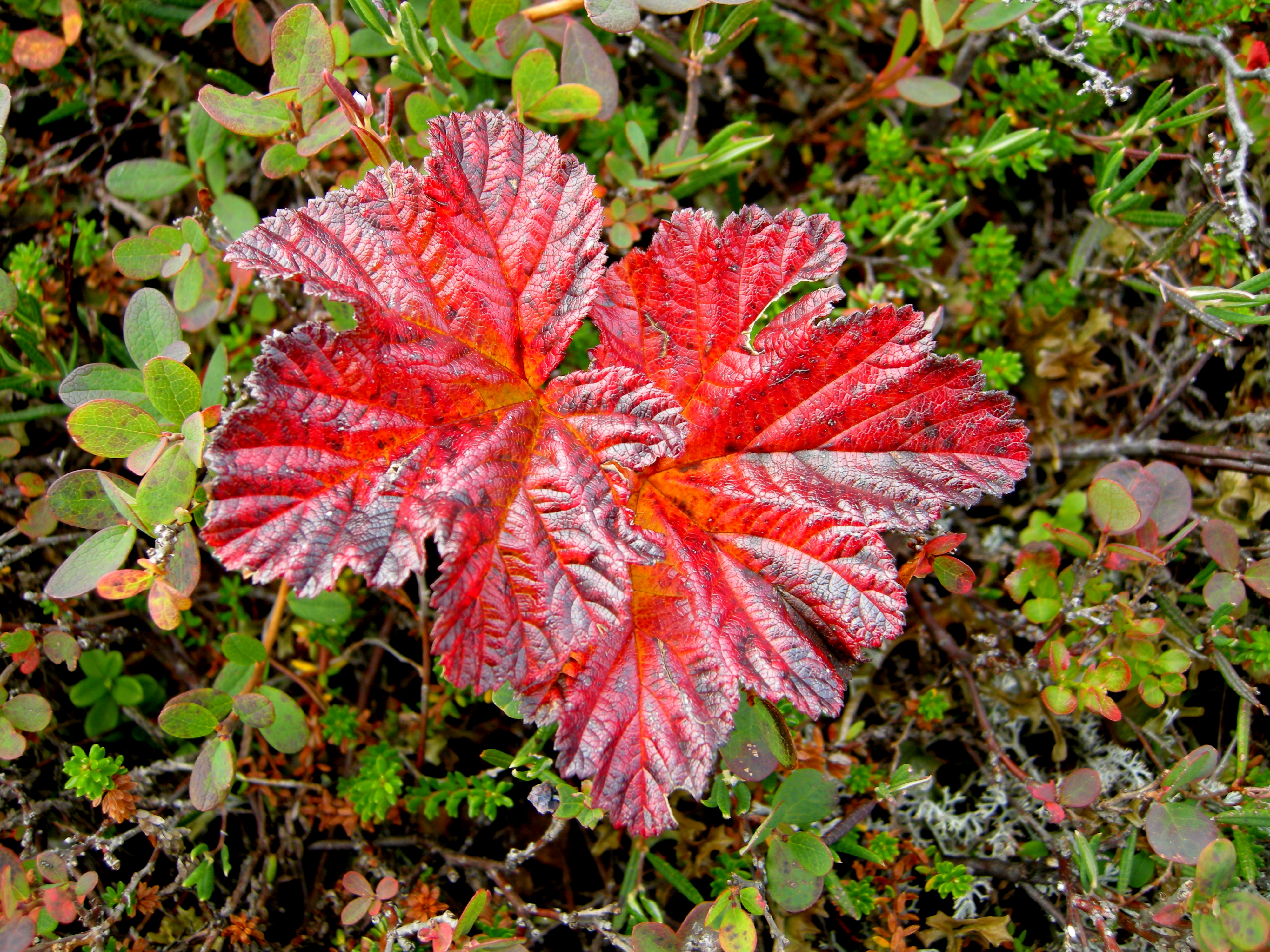
Detailní snímek listu morušky v podzimním zbarvení

Vlivem vyšších teplot kvete v Krkonoších moruška jen málo a zřídka plodí. V roce 2005 došlo vlivem dlouhé zimy s chladným a relativně vlhkým počátkem léta k tomu, že morušky v Krkonoších vykvetly ve vysokém počtu, načež se následně urodilo i větší množství plodů. Ty byly během léta 2005 sbírány, botanici Správy KRNAP uložili vzorky plodů v genobance Národním centru zemědělského a potravinářského výzkumu v Praze.

## Ekologické vazby
Listy ostružníku morušky se stávají potravou pro housenky celé řady motýlů. Můra druhu Coleophora thulea z rodu pouzdrovníčků nemá dokonce žádnou jinou známou potravu než zmiňované listy. Zralé plody se pak stávají potravou pro řadu živočichů z řad savců a ptáků, kteří po pozření souplodí přijímají i semínka. Po strávení dužniny jsou semínka vyloučena trávicím traktem, načež dochází k široké distribuci morušky po okolí. Rostlina se úspěšně taktéž rozmnožuje pomocí oddenků, které v případě oddělení mezi květnem až srpnem úspěšně dorostou do geneticky shodné rostliny.

## Využití

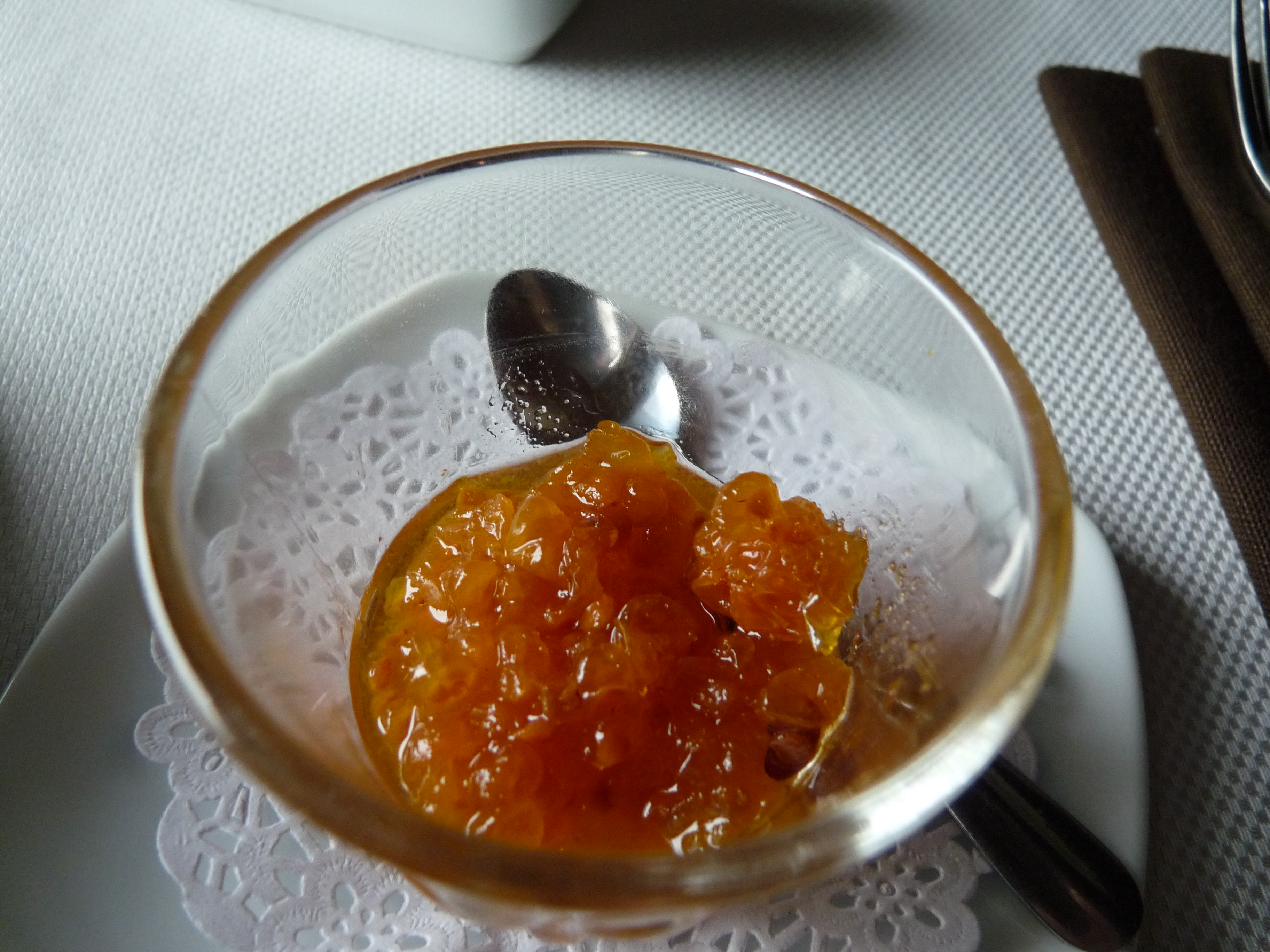
Tradiční dezért z morušky

Plody morušky jsou bohatým zdrojem vitamínu C, čehož bylo v minulosti využíváno severskými námořníky na moři jako zdroje vitamínu proti kurdějím. Taktéž se dříve ve Skandinávii používalo čajového výtažku z listů proti urologickým potížím. V současnosti existuje řada způsobů, jak jsou plody morušky konzumovány, od pojídání za syrova (typická hořká chuť) přes smíchání plodů morušek s cukrem, jako zavařeniny nebo i pojídání morušek společně s domácím sýrem tzv. leipäjuusto (tento způsob je rozšířen převážně ve Finsku). V restauracích je možné se s plody setkat v předkrmech, hlavních jídlech i dezertech. Ve Švédsku se morušky či marmelády z nich používají jako poleva na zmrzlinu, toasty či vafle. V Estonsku se moruše přidává do tvarohových pokrmů.
Z morušek se dále vyrábějí nápoje, jako jsou džusy a likéry, jako například finský Lakkalikööri, charakteristický vysokým obsahem cukru. Dogfish Head Brewery z morušky vaří i pivo a v Kanadě se z nich připravuje víno.

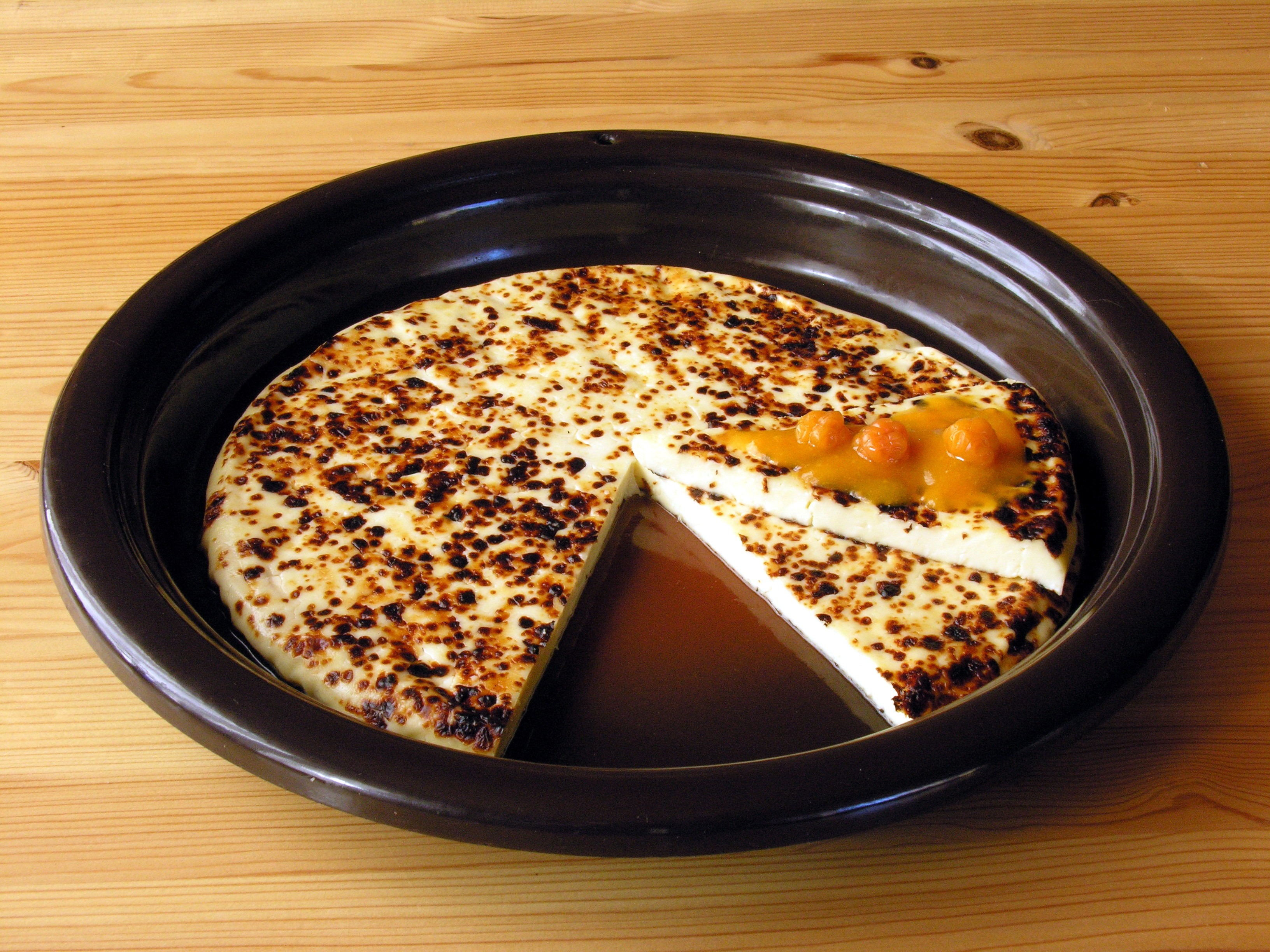
Konzumace plodů morušek na vrcholku domácího laponského sýra tzv. leipäjuusto charakteristická pro Finsko

### Kultivace
Vzhledem k tomu, že moruška je primárně divoká rostlina, jejíž plody se získávají ručním sběrem v přírodním prostředí, je poměrně vysoká cena za kilogram plodů (v roce 2005 se pohybovala okolo 10 eur za kilogram), objevily se snahy o kultivaci rostliny. Od 90. let 20. století se tak moruška stala předmětem výzkumu „Northernberries“, ve kterém se norská vláda ve spolupráci se švédskou, skotskou a finskou stranou pokoušejí dosáhnout kultivace této rostliny i pro zemědělské pěstování. Od roku 2002 byly následně vhodné kultivary dostupné rolníkům (samčí Apolto a dvojice samičích Fjellgull a Fjordgull). Důvodem snahy je nabídnout severským pěstitelům alternativu k několika druhům plodin, které v severských šířkách mohou růst.
Norsko ročně importuje 200 až 300 tun plodů morušky z Finska.

## Numismatika
Ostružiník moruška je ústředním symbolem zadní strany dvoueurových mincí vydávaných Finskem.